# Heinrich Dietzel
Gottlob Heinrich Andreas Dietzel, född 19 januari 1857 i Leipzig, död 22 maj 1935 i Bonn, var en tysk nationalekonom.
Dietzel blev 1885 professor i Dorpat, 1890 i Bonn och 1908 i Freiburg im Breisgau. Han stod den österrikiska skolan nära och hävdade den teoretiska ekonomins metod och psykologiska fördjupning som sidoordnad i betydelse i förhållande till den positiva, konkreta undersökningen av dess enskilda frågor. Denne grundsyn gör sig särskilt starkt gällande i hans huvudarbete Theoretische Sozialökonomik (band I, 1895), som utgör andra huvudavdelningens band I (ej fortsatt) av Adolph Wagners "Lehr- und Handbuch der politischen Oekonomie" (1892 ff). 
Förutom en utmärkt biografisk-kritisk framställning av Johann Karl Rodbertus liv och lära (två band, 1886-88) skrev Dietzel en mängd avhandlingar särskilt om handels- och tullpolitik, däribland Die Theorie von den drei Weltreichen (1900), Kornzoll und Sozialreform (1901), Sozialpolitik und Handelspolitik (1902), Das Produzenteninteresse der Arbeiter und die Handelsfreiheit (1903), som hårt angriper Tysklands protektionistiska tullhöjningar 1902, Vergeltungszölle (1904; engelsk utgåva "Retaliatory Duties", 1906) och Kriegssteuer oder Kriegsanleihe (1912).